# F.A.M.E. (album)
F.A.M.E. este al patrulea album de studio al lui Chris Brown, lansat pe 18 martie 2011. Deși a primit recenzii mixte, albumul a debutat pe primul loc în clasamentul Billboard 200, fiind vândute 270.000 de copii în prima săptămână. 
Este primul album al artistului care atinge această poziție în Statele Unite. Piesa „Yeah 3x” s-a clasat în top 10 melodii în unsprezece țări, printre care se numără Australia, Austria, Danemarca, Irlanda, Olanda, Noua Zeelandă, Elveția și Regatul Unit.
Pentru al doilea single al albumului, „Look at Me Now”, Chris Brown a colaborat cu rapperii Lil Wayne și Busta Rhymes, ajungând pe prima poziție a clasamentelor Hot Rap Songs și US Hot R&B/Hip-Hop Songs, unde a rămas timp de opt săptămâni.
A treia piesă a albumului, „Beautiful People”, în colaborare cu Benny Benassi, a ajuns pe primul loc în clasamentul Hot Dance Club Songs, fiind prima piesă care atinge această poziție a clasamentului pentru Brown și Benassi.
„She Ain't You” a fost cel de-al patrulea single lansat în SUA, în timp ce „Next 2 You”, înregistrat alături de Justin Bieber, a fost al patrulea single a variantei internaționale a albumului. În vederea promovării acestuia, artistul a susținut mai multe concerte în Australia și America de Nord în cadrul Turneului F.A.M.E.
| Nr. | Titlu                                                  | Autor(i) | Producător(i)                             | Lungime |  |
| 1.  | „Deuces” (în colaborare cu Tyga și Kevin McCall)       | Chris Brown Michael Stevenson Kevin McCall                                                                     | Kevin McCall                              | 4:36    |  |
| 2.  | „Up To You”                                            | Harvey Mason, Jr. Damon Thomas Lamar Edwards Eric Dawkins Steve Russell Dewain Whitmore                        | The Underdogs                             | 4:07    |  |
| 3.  | „No Bullshit”                                          | Brown McCall Christopher Whitacre Justin Henderson                                                             | Tha Bizness                               | 4:07    |  |
| 4.  | „Look at Me Now” (featuring Lil Wayne și Busta Rhymes) | Brown Wesley Pentz Jean Baptiste Ryan Buendia Dwayne Carter Trevor Smith                                       | Diplo Afrojack Free School* Ryan Buendia* | 3:42    |  |
| 5.  | „She Ain't You”                                        | Brown Baptiste Buendia McCall Jason Boyd Cheryl "Coko" Gamble John Bettis Steve Porcaro Brian Morgan           | Free School                               | 4:08    |  |
| 6.  | „Say It with Me”                                       | Brown Courtney Harrell Eric Bellinger                                                                          | H Money                                   | 3:01    |  |
| 7.  | „Yeah 3x”                                              | Brown McCall Amber Streeter                                                                                    | DJ Frank E Calvin Harris                  | 4:01    |  |
| 8.  | „Next to You” (featuring Justin Bieber)                | Brown Streeter Nasri Atweh                                                                                     | The Messengers                            | 4:25    |  |
| 9.  | „All Back”                                             | Timothy Bloom                                                                                                  | Timothy Bloom                             | 4:26    |  |
| 10. | „Wet the Bed” (featuring Ludacris)                     | Brown Derrick Baker Steven Kubie [ 10 ] McCall Thomas Streeter Andre Merritt Joseph Bereal Christopher Bridges | Bigg D                                    | 4:26    |  |
| 11. | „Oh My Love”                                           | Brown Samuels Harrell Bellinger Sevyn Streeter                                                                 | H Money                                   | 4:44    |  |
| 12. | „Should've Kissed You”                                 | Brown Brian Kennedy Antwoine Collins Whitmore, Jr.                                                             | Brian Kennedy T-Wiz Brown*                | 4:24    |  |
| 13. | „Beautiful People” (featuring Benny Benassi)           | Brown Marco "Benny" Benassi Alessandro "Alle" Benassi Baptiste                                                 | Benny Benassi Alle Benassi                | 3:46    |  |

## Legături externe
- Site web oficial
- F.A.M.E. la Metacritic